# اشائو
اشائو (به آلمانی: Eschau) یک منطقهٔ مسکونی در آلمان است که در Miltenberg واقع شده‌است.